# Dōshi
Dōshi (道志村, Dōshi-mura) est un village du Japon situé dans le district de Minamitsuru (préfecture de Yamanashi).

## Géographie

### Démographie
Au 1er septembre 2015, la population de Dōshi s'élevait à 1 811 habitants répartis sur une superficie de 201,95 km2.

## Culture

### Lieux remarquables
Le village de Dōshi est membre de l'association Les Plus Beaux Villages du Japon depuis 2012.